# Richard Korherr
Richard Korherr (* 30. Oktober 1903 in Regensburg; † 24. November 1989 in Braunschweig) war ein deutscher Nationalökonom und Statistiker. In der Zeit des Nationalsozialismus leitete er die Statistische Abteilung im SS-Hauptamt, für das er 1943 den Korherr-Bericht über die „Endlösung der Judenfrage“ erstellte.

## Herkunft und Werdegang
Als Sohn eines Schneidermeisters begann Korherr 1922 Volkswirtschaft und Rechtswissenschaft an der Ludwig-Maximilians-Universität München zu studieren. 1923 wurde er im Corps Ratisbonia München aktiv. Als Inaktiver wechselte er an die Friedrich-Alexander-Universität Erlangen, wo er 1926 zum Dr. rer. pol. promovierte. In seiner Dissertation thematisierte er den Geburtenrückgang; sie wurde 1927 unter dem Titel Geburtenrückgang – Mahnruf an das deutsche Volk veröffentlicht. Die spätere Auflage von 1935 erschien mit einem Geleitwort Heinrich Himmlers. Im Jahre 1928 erschien sie in Rom in der italienischen Fassung unter dem Titel Regresso delle nascite morte dei popoli. Benito Mussolini und Oswald Spengler verfassten Vorworte.
Korherr arbeitete in einer Abteilung des Statistischen Reichsamts und wurde angeblich „wegen öffentlichen Vorbringens nationalsozialistischer Ideen“ 1930 entlassen. Er war danach als Geschäftsführer vom Arbeitsausschuss „Reich und Heimat“ tätig und von 1930 bis 1933 Mitglied der Bayerischen Volkspartei – lediglich „formal und aus taktischen Gründen“, wie Korherr später versicherte. Am 1. Januar 1934 wurde er vom Bayerischen Statistischen Landesamt übernommen. Von 1935 bis 1940 war Korherr Direktor des Statistischen Amts der Stadt Würzburg mit Lehrverpflichtung an der Universität Würzburg.
1935 versuchte Korherr vergeblich, seine politischen Aktivitäten während seiner Studienzeit herauszustreichen, um als alter Kämpfer eingestuft zu werden. Aufgrund der Mitglieder-Aufnahmesperre der NSDAP beantragte er erst am 14. Mai 1937 die Aufnahme in die NSDAP und wurde rückwirkend zum 1. Mai desselben Jahres aufgenommen (Mitgliedsnummer 5.948.749). Später schlug er das Angebot aus, der SS beizutreten. Der Würzburger Kreisstellenleiter der NSDAP bemängelte, Korherr lasse sich bei politischen Veranstaltungen nie blicken; er sei „etwas menschenscheu, gereizt, empfindlich und eine ängstliche Natur“.
Bei einem Treffen mit Himmler im März 1939 übernahm Korherr ehrenamtliche Arbeiten zur Erstellung von Statistiken im SS-Apparat. Am 9. Dezember 1940 zum Leiter der Statistischen Abteilung im SS-Hauptamt ernannt, war er für die Statistik in sämtlichen Ämtern der SS verantwortlich. Zugleich wurde er in Personalunion Inspekteur für Statistik beim Reichsführer SS und Chef der Deutschen Polizei und beim Reichskommissar für die Festigung deutschen Volkstums. Er hatte bereits im Oktober 1940 seine Dienste für die „Festigung des deutschen Volkstums“ angeboten:

„Darüber hinaus würde ich eine dankenswerte persönliche Aufgabe sehen, bei der ich in stiller wissenschaftlicher Arbeit für die Praxis wirken könnte, nämlich für die Hauptabteilung I (Menscheneinsatz): Erfassung der deutschen Menschen im deutschen Lebensraum, vor allem außerhalb des Reiches, der Mischbevölkerungen, der Fremdrassigen als wissenschaftliche Vorarbeit für die Umsiedlungen […].“

1943 wurde Korherr von Himmler beauftragt, einen umfassenden Bericht zur Endlösung der Judenfrage anzufertigen, wofür Korherr bereits im Dezember 1942 Statistiken erstellt hatte. Himmler monierte die erste Fassung des sogenannten Korherr-Berichts, weil dort der Begriff Sonderbehandlung vorkam, der als Synonym für „Tötung“ bekannt war. Korherr sollte das Wort ersetzen und mit „durchschleusen“ umschreiben. Eine Kurzfassung des Berichts wurde Adolf Hitler zur Kenntnis gebracht. Zu dieser Zeit, im Februar 1943, meldete sich Korherr freiwillig zum Dienst an der Kriegsfront; jedoch wurde sein Gesuch abschlägig beschieden.
Zum 1. Januar 1944 wurde die Dienststelle in das Jagdschloss Thiergarten der ehemaligen Fürsten von Thurn und Taxis bei Sulzbach an der Donau in der Nähe von Regensburg verlegt und umbenannt in „Statistisch-wissenschaftliches Institut beim Reichsführer SS“. Offenbar war damit auch ein Bedeutungsverlust verbunden; denn zugleich errichtete Himmler ein „Maschinelles Zentralinstitut für die optimale Menschenerfassung und Auswertung“. Trotzdem genoss Korherr, der mit nüchternen Analysen aufwartete, weiterhin das absolute Vertrauen Himmlers und seines persönlichen Stabes.

## Nach dem Krieg
Von 1945 bis 1946 war Korherr in Automatischem Arrest. Der Korherr-Bericht lag noch nicht als Beweismittel im Nürnberger Prozess gegen die Hauptkriegsverbrecher vor. Er kam erst bei den Nachfolgeprozessen zur Sprache. Korherr blieb unbehelligt und behauptete: „Von den Vernichtungsaktionen hörte ich erst nach dem Zusammenbruch im Jahre 1945.“
Nach Angaben Adolf Eichmanns hatte Korherr jedoch im Reichssicherheitshauptamt Einblick in alle Geheimen Reichssachen und nahm auch Kontakt zu den Leitern von Einsatzgruppen der Sicherheitspolizei und des SD auf. Seine eigenen Formulierungen im Bericht wie „der Zusammenbruch der Judenmassen […] seit den Evakuierungsmaßnahmen“ und die Anweisung Himmlers, den Begriff „Sonderbehandlung“ zu ersetzen, widerlegen seine Schutzbehauptung. Jutta Wietog befindet, allein schon die Angaben über die Sterberate in den Konzentrationslagern hätten selbst einem gutgläubigen Menschen die Augen öffnen müssen. Gegenüber Gitta Sereny erklärte Korherr 1977 freimütig, jeder in Deutschland habe gewusst, dass die Juden vergast wurden (vgl. Zeitgenössische Kenntnis vom Holocaust).
In der Nachkriegszeit wurde Korherr Ministerialrat im Bundesministerium der Finanzen. Er hatte Verbindung zu Karl Valentin Müller und erhielt vom Wintersemester 1959/60 bis Sommersemester 1962 einen Lehrauftrag an dessen Lehrstuhl an der Hochschule für Wirtschafts- und Sozialwissenschaften Erlangen-Nürnberg. Als Gerald Reitlingers Buch über die „Endlösung“ seinen Bericht einer breiten Öffentlichkeit bekannt machte, wurde Korherr 1961 entlassen. 1972 erhielt er auch das Band des Corps Transrhenania München.